# Digitální exkluze

Snižování počtu osob digitálně vyloučených a ohrožených digitálním vyloučením na základě dat projektu DigiStrategie 2020.

Digitální exkluze (nebo digitální vyloučení) je formou sociálního znevýhodnění a označuje vyčlenění jednotlivce nebo skupiny od přístupu k informačním a komunikačním technologiím, což omezuje jejich participaci ve společnosti. Znamená nedostatek ekonomických prostředků, za které by domácnost mohla pořídit počítač, nebo neschopnost připojit se v dané lokaci k internetu.

## Hlavní faktory
Tento fenomén může být spojen s omezeným, nebo žádným přístupem k internetu, počítačům, chytrým telefonům a dalším elektronickým zařízením, což v konečném důsledku omezuje možnosti jednotlivců v moderní digitální společnosti. Existuje mnoho příčin. Mezi hlavní se řadí:
- neexistující nebo nízká digitální gramotnost
- sociálně tíživá životní situace (například dlouhodobá nezaměstnanost)
- nedostupnost digitálních technologií (život ve vyčleněné lokalitě, specifické zdravotní postižení)
- odmítavé postoje k digitálním technologiím

### Ovlivněné skupiny
Digitální vyloučení se nejčastěji týká seniorů, osob se zdravotním postižením nebo duševním onemocněním, etnických menšin a jednotlivců, nebo lokalit ohrožených chudobou. Pojem se týká i osob, které se digitálním technologiím z různých důvodů vyhýbají záměrně.
Věk je klíčovým faktorem a zejména u starších generací lze předpokládat nárůst problémů v případě začleňování do moderní digitální společnosti. Problémy mohou vzniknout také v případě invalidity, kde lidé se zdravotním postižením mohou čelit fyzickým nebo mentálním bariérám. Sociálně-ekonomický status, který zahrnuje vzdělání a příjem, hraje rovněž klíčovou roli, neboť tyto faktory ovlivňují dostupnost zdrojů a dovedností potřebných k úspěšné integraci do digitálního prostoru. Konečně, region, ve kterém jedinec žije, může ovlivňovat míru příležitostí, která se mu naskýtá, a tím jeho schopnost osvojit si digitální technologie v souladu s místními podmínkami a infrastrukturou. U osob postižených digitálním vyloučením můžeme hovořit i o menší osobní spokojenosti nebo menší otevřenosti světu.

## Digitální vyloučení v Česku
V Česku neexistují téměř žádná data zabývající se digitálně vyloučenými a digitálně ohroženými osobami. Podle dostupných výzkumů je dnes v ČR zhruba 20 % osob digitálně vyloučených nebo digitálním vyloučením ohrožených.

### Projekt DigiStrategie

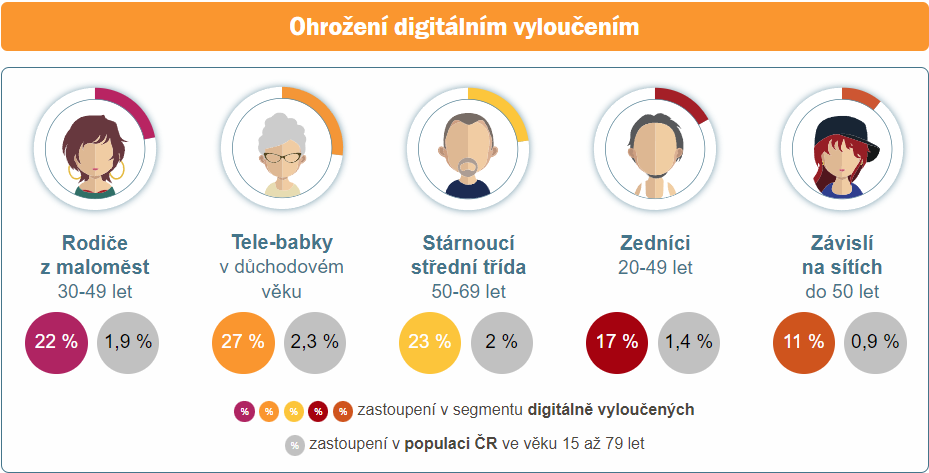
Skupiny ohrožené digitálním vyloučením a jejich zastoupení v segmentu digitálně vyloučených a celkové populaci na základě dat projektu DigiStrategie 2020.

Analýza projektu DigiStrategie 2020 dělí osoby dotčené digitálním vyloučením na několik podskupin na základě hlavních příčin jejich vyloučení: 

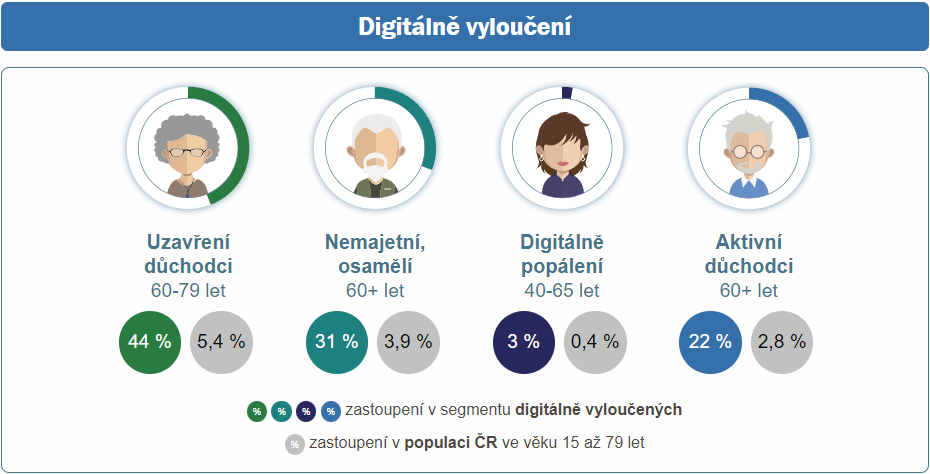
Skupiny ovlivněné digitálním vyloučením a jejich zastoupení v segmentu digitálně vyloučených a celkové populaci na základě dat projektu DigiStrategie 2020.

#### Uzavření důchodci
Tato skupina tvoří téměř polovinu dotazovaných. Jedná se o jedince, kteří se vyznačují uzavřeností vůči novinkám a skepsí vůči moderním technologiím. Skupinu ze 73 % tvoří lidé v důchodovém věku. Za zmínku také stojí, že uzavření důchodci netráví mnoho času mimo vlastní domov a jsou tak uzavření nejen obrazně, ale i doslovně.

#### Nemajetní, osamělí
Jedná se o téměř třetinu dotazovaných, kteří jsou zároveň nejblíže sociálnímu vyloučení. Typickými rysy skupiny je nízké vzdělání, příjmy a neprůbojnost. Hlavní důvod vyloučení je tedy nedostatek příležitostí pro připojení se k internetu. Zajímavostí je, že lidé spadající do této skupiny navštěvují kino stejně často, jako lidé, kteří nejsou digitálním vyloučením poznamenáni a to i přes nedostatečné příjmy.

#### Digitálně popálení
Tento segment je nejmenší z celé analýzy. Je charakteristický především špatnými předchozími zkušenostmi v důsledku nedostatečné ochrany soukromí na internetu. Jako další důvody pro nevyužívání internetu často uvádějí neexistující přístup k internetu, nebo nedostatek času. Na rozdíl od ostatních skupin mají častěji vlastní chytrý telefon nebo počítač, ale zároveň mají spíše rezervovaný přístup k technologiím.

#### Aktivní důchodci
Poslední definovaná skupina je tvořena osobami staršími 50 let s pozitivním přístupem k technologiím bez samotného přístupu k nim. Na rozdíl od skupiny uzavřených důchodců tráví poměrně hodně času mezi ostatními lidmi. Jako hlavní důvod vyloučení uvádějí pocit, že internet nepotřebují, neumí s ním pracovat a nemají k němu přístup.

## Řešení problému
Snahy o redukci digitální exkluze zahrnují opatření zaměřená na poskytování dostupnějších technologií, rozvoj digitální gramotnosti a zlepšování infrastruktury s cílem zajištění začlenění v digitálním prostředí. V návaznosti na Národní program reforem byla schválena Strategie digitální gramotnosti České republiky, jejímž cílem je navrhnout a následně realizovat opatření, jež by vedla k pozitivnímu rozvoji digitálních dovedností všech občanů ČR. Tato opatření jsou v rámci strategie rozdělena do šesti strategických cílů: zaměstnanost, konkurenceschopnost, sociální začleňování, podpora rodiny, elektronické služby veřejného sektoru a podpora systému vzdělávání a učení prostřednictvím digitálních technologií. V rámci Strategie digitální gramotnosti ČR na období 2015 - 2020 bylo v plánu od roku 2017 snížit digitální vyloučení o 10 %.

## Související problémy
Digitální exkluze může být spojena s různými problémy a výzvami, které ovlivňují jednotlivce nebo skupiny lidí. Některé z přidružených problémů zahrnují:
- sociální nerovnost - může zvýraznit nebo zpřísnit existující sociální nerovnosti. Lidé s omezeným přístupem k digitálním prostředkům mohou být postiženi v oblasti zaměstnanosti, vzdělání a přístupu k informacím.
- omezený přístup ke vzdělávání - osoby digitálně vyloučené mohou mít omezený přístup k online vzdělávání a informačním zdrojům, což může ovlivnit jejich schopnost získat potřebné dovednosti pro moderní pracovní trh.
- izolace seniorů - mnoho komunikačních a sociálních aktivit se přesouvá do digitálního prostoru, což může vést k jejich sociální izolaci.[6]
- digitální nejistota - osoby neobeznámené s technologiemi mohou čelit digitálním rizikům, jako jsou kybernetické hrozby a podvody.